# Albania Rosario
Albania Rosario es una empresaria en la industria de la moda, nacida en República Dominicana y radicada en los Estados Unidos, reconocida principalmente por fundar la plataforma Fashion Designers of Latin America (FDLA), con la que ha presentado colecciones de diseñadores de moda emergentes de origen latino en eventos como la New York Fashion Week y en ferias de moda internacionales en Dubái, Corea del Sur, México y Europa Oriental, entre otros sitios.

## Biografía

### Inicios
Nacida en la República Dominicana, Rosario se mudó a la ciudad de Nueva York en el año 2000 con el objetivo de prepararse académicamente y de iniciar una carrera en el mundo del modelaje. Mientras estudiaba publicidad y mercadeo en el Hunter College de Nueva York, tuvo la oportunidad de trabajar como voluntaria en la edición de 2005 de la New York Fashion Week. Allí conoció a varios diseñadores de moda de origen latino, y decidió iniciar el proyecto Uptwon Fashion Week, con el objetivo de dar mayor visibilidad a estos profesionales emergentes.

### Fashion Designers of Latin America
La plataforma, que inició operaciones formalmente en agosto de 2009 con seis diseñadores inscritos, encontró el apoyo inicial del entonces concejal de origen dominicano Ydanis Rodríguez para obtener patrocinios y financiación.Para 2015 ya contaba con más de treinta diseñadores registrados y ofrecía un evento de una semana de duración, además de contar con el patrocinio de marcas como Ford Motor Company, Delta Air Lines, Hispanic Federation y Moët Hennessy, entre otras.
La Uptown Fashion Week fue renombrada como Fashion Designers of Latin America (FDLA), y su objetivo fue descrito por la revista Fashion Week Online como «el reconocimiento de las contribuciones destacadas realizadas a la moda latinoamericana por profesionales de todos los ámbitos de la industria y las artes afines».
Para 2019, la FDLA ya contaba con cerca de cincuenta diseñadores registrados, los cuales han presentado sus creaciones en pasarelas de los Estados Unidos (con énfasis en la New York Fashion Week) y han participado en ferias de moda internacionales en sitios como Dubái, Corea del Sur, México y Europa Oriental. Además de los profesionales emergentes, celebridades establecidas como Marc Bouwer, Ágatha Ruiz de la Prada, Custo Dalmau y Michael Costello han hecho parte de eventos organizados por la FDLA.

### Actualidad
Durante la New York Fashion Week de 2022, Rosario presentó a través de su plataforma a diseñadores de origen latino como José Ventura, Abigail Silverio, Indira & Isidro, Connie Piña y Humberto Cubides. Steven Kolb, director ejecutivo del Council of Fashion Designers of America, acompañó el evento.Para la edición de 2023 presentó creaciones de diseñadores emergentes como Estefanía Turbay, Adriana Carolina y Eduardo Figueroa, y contó con el apoyo de Ágatha Ruiz de la Prada y Custo Dalmau.

## Otros proyectos y filantropía
Paralelo a su labor en la FDLA, Rosario se desempeñó como directora ejecutiva de la Cámara de Comercio de Washington Heights, Nueva York en 2014, y un año después fue docente en gestión de eventos en el Hunter College. También en 2015 organizó un evento llamado Kids Moda RD en su país natal, en beneficio del Hogar Sanisi que trabaja con niños que padecen VIH.
Rosario es directora general de la empresa de planificación de eventos Uptown Management Incorporated. Ha aparecido como especialista en moda en espacios como El gordo y la flaca, Esta noche Mariasela, Despierta América y Canela TV.